# Resolutie 206 Veiligheidsraad Verenigde Naties
Resolutie 206 van de Veiligheidsraad van de Verenigde Naties werd aangenomen op 15 juni 1965. Dat gebeurde unaniem op de 1224e vergadering van de Raad.

## Achtergrond
In 1964 hadden de VN de UNFICYP-vredesmacht op Cyprus gestationeerd na het geweld tussen de twee bevolkingsgroepen op het eiland. Deze was tien jaar later nog steeds aanwezig toen er opnieuw geweld uitbrak nadat Griekenland een staatsgreep probeerde te plegen en Turkije het noorden van het eiland bezette.

## Inhoud
De Veiligheidsraad merkte op dat de secretaris-generaal in zijn rapport het mandaat van de vredesmacht nog steeds noodzakelijk vond en met drie maanden wilde verlengen. Ook werd opgemerkt dat de regering van Cyprus de VN-vredesmacht noodzakelijk vond. Volgens de secretaris-generaal was de situatie op Cyprus kalm, maar in de toekomst zou dit zonder de vredesmacht met grote zekerheid niet zo blijven.
De Veiligheidsraad drukte opnieuw zijn waardering uit voor de inzet van de secretaris-generaal voor diens pogingen tot het tot uitvoer brengen van de resoluties 186, 187, 192, 194, 198 en 201. Ook drukte de Veiligheidsraad opnieuw zijn waardering uit voor de inzet van de landen die politie, materiaal en financiën ter beschikking hebben gesteld, voor de uitvoering van resolutie 186.
De resoluties 186, 187, 192, 193, 194, 198 en 201 werden bevestigd. Ook werd de consensus bevestigd die was uitgedrukt door de voorzitter van de 1143e vergadering, op 11 augustus 1964. Alle lidstaten van de Verenigde Naties werden opgeroepen om mee te werken met resolutie 186. De betrokken partijen werden opgeroepen om terughoudend te handelen, naar de resoluties van de VN-Veiligheidsraad. Er werd nota genomen van de rapporten van de secretaris-generaal.
De Veiligheidsraad verlengde de aanwezigheid van VN-vredestroepen in Cyprus voor de periode van zes maanden, eindigend op 26 december 1965.

## Verwante resoluties
- Resolutie 207 Veiligheidsraad Verenigde Naties
- Resolutie 219 Veiligheidsraad Verenigde Naties

Lijst ·  200 ·  201 ·  202 ·  203 ·  204 ·  205 ·  206 ·  207 ·  208 ·  209 ·  210 ·  211 ·  212 ·  213 ·  214 ·  215 ·  216 ·  217 ·  218 ·  219